# Frederickena fulva
El batará leonado (Frederickena fulva), es una especie de ave paseriforme, perteneciente al género Frederickena de la familia Thamnophilidae. Habita en la Amazonía occidental. En el pasado se consideró una subespecie de Frederickena unduliger.

## Distribución y hábitat
Se distribuye por el sureste de Colombia (este de Cauca, oeste de Caquetá, oeste de Putumayo), este de Ecuador y este de Perú (al norte de los ríos Marañón y Amazonas), posiblemente extendiéndose hacia el este dentro de Brasil (Amazonas al norte del río Solimões).
Su hábitat natural es el denso sotobosque de selvas tropicales húmedas de tierras bajas.

## Descripción
Miden entre 22 y 24 cm de largo. El plumaje de las hembras tiene un patrón escamado de color ocre anaranjado y pardo, mientras que los machos son de color negro con finas bordes blanquecinos marcando el aspecto escamado. Ambos sexos tienen un penacho eréctil en la cabeza.

## Sistemática

### Descripción original
La especie F. fulva fue descrita por primera vez por el ornitólogo estadounidense John Todd Zimmer en 1944 bajo el nombre científico Frederickena unduligera fulva.

### Taxonomía
La presente especie era tratada anteriormente como conespecífica con Frederickena unduliger, pero los trabajos de Isler et al 2009 indicaron que debía ser considerada como especie separada, sobre la base de las diferencias vocales; la separación fue aprobada en la Propuesta N° 431 al South American Classification Committee (SACC).